# Проспект 40 лет Октября (Пятигорск)
Проспект 40 лет Октября (прежние названия — Воронцовский проспект, проспект Будённого, Угольный ряд) — проспект в городе Пятигорске. Транспортная магистраль, пересекающая центральный район Пятигорска в меридиональном направлении. С небольшим отклонением ориентирована в направлении север-юг. Ограничена с юга улицей Дунаевского, на севере переходит в улицу Панагюриште и улицу Орджоникидзе.

## Примечательные здания
По нечётной стороне
- № 23 — ТД «Русь»
- № 99 — Средняя школа № 1 им. М. Ю. Лермонтова

2 февраля 1850 год — было создано уездное училище
1 сентября 1866 год — уездное училище преобразовано в Классическую прогимназию.
1905 год — прогимназия получает статус Пятигорской классической мужской гимназии.
В годы немецкой оккупации, здание было сожжено и разрушено. Восстановлено лишь к 1950 году.
По чётной стороне
- № 10 — Детская музыкальная школа № 1
- № 52 — Объединённый военный комиссариат города Пятигорска и города Лермонтова
- № 56 — Пятигорский филиал Северо-Кавказского федерального университета (бывший: Пятигорский государственный гуманитарно-технологический университет, ранее Пятигорский государственный технологический университет)

Памятные знаки и монументы
- Памятная доска в честь курсантов-лётчиков Пятигорского аэроклуба. Установлена в 2015 г. на территории Объединённого военкомата (дом № 52)[1].
- Памятный камень у входа в здание Пятигорского филиала Северо-Кавказского федерального университета (дом № 56). Представляет каменную глыбу высотой около 2 метров. На лицевой стороне в углублении закреплена памятная доска. Первоначальный текст включал указ Президента РФ об образовании Пятигорского государственного технологического университета, но позже был заменён текстом об образовании Северо-Кавказского федерального университета.
- Памятный камень на пересечении пр. Кирова и пр. 40 лет Октября (чётная сторона). Установлен в январе 1968 г. в память 25-летия окончания оккупации Пятигорска. Установлен в начале аллеи голубых елей, посаженных в память об этом событии.